# Sadeera Samarawickrama
Wedagedara Sadeera Rashen Samarawickrama (* 30. August 1995 in Colombo, Sri Lanka) ist ein sri-lankischer Cricketspieler der seit 2017 für die sri-lankischen Nationalmannschaft spielt.

## Kindheit und Ausbildung
Samarawickrama besuchte zunächst das Thurstan College, bevor er nach St Joseph’s wechselte. Dort konnte er sich etablieren und wurde in das sri-lankische U19-Team berufen, mit dem er an der ICC U19-Cricket-Weltmeisterschaft 2014 teilnahm.

## Aktive Karriere
Sein Debüt in der Nationalmannschaft gab er bei der Tour gegen Pakistan im Oktober 2017 in allen drei Formaten. Jedoch bestritt er zunächst nur vereinzelte Spiele und konnte sich nicht fest im Team etablieren. Im April 2023 gelang ihm in der Test-Serie gegen Irland ein Century über 104* Runs aus 114 Bällen. Damit konnte er sich dann im Team etablieren. Beim ICC Cricket World Cup Qualifier 2023 erzielte er gegen Vereinigte Arabische Emirate (73 Runs) und Irland (82 Runs) jeweils ein Fifty. Darauf folgte der Asia Cup 2023, bei dem er ebenfalls gegen Bangladesch (54 und 93 Runs) zwei Fifties erreichte. Daraufhin wurde er für den Cricket World Cup 2023 nominiert.